# Micromus brunnescens
Micromus brunnescens är en insektsart som först beskrevs av Perkins in Sharp 1899.  Micromus brunnescens ingår i släktet Micromus och familjen florsländor. Inga underarter finns listade i Catalogue of Life.